# 中日実業
中日実業株式会社（ちゅうにちじつぎょうかぶしきがいしゃ、中日実業公司、Chunichi Jitsugyo Company, China Japan Industrial Development Co.Ltd.）は、大正時代の日中合弁商社。日中双方の法人格を有し、鉱山、油田、炭礦、電気、綿業などの対華投資事業を展開する会社として設立された。

## 概要
日清戦争後、中国の富源開発のための日中合作の機運が高まり、対華貿易、対華投資のための商社として、中国側代表孫文と日本側代表渋沢栄一とで交渉し、1913年に中国興業株式会社が創立され、翌1914年、孫文に代わり中華民国大総統に就任した袁世凱からの申し入れにより、同社を中日実業株式会社に改組・改称した。
本社・東京、支社・北京。歴代総裁に、楊士琦、李士偉、袁乃寛、王蔭泰、副総裁に、倉知鉄吉、 高木陸郎。

## 主な事業
安徽省桃冲鉄山、京畿火災借款、漢口造紙廠借款、山東省実業借款、交通部電話借款、湖南省衛州電灯借款、東洋製鉄、東洋運鉱、延長油田の調査、満蒙実業調査会、東亜勧業、中華電気製作所、武漢連絡電話工事、北京電話材料購納、浦口土地組合、湖南省竜山アンチモニー鉱山、韋明アンチモニー借款、開源炭砿借款、中華電業、中国工商、礼豊洋行、中国棉業、長江硝子工業、東亜土木企業、東洋塩業、鳳冠山煤砿公司、湖南中日銀行、天津華新紡績公司借款など